# Microdebilissa diversipes
Microdebilissa diversipes är en skalbaggsart som beskrevs av Maurice Pic 1930. Microdebilissa diversipes ingår i släktet Microdebilissa och familjen långhorningar. Inga underarter finns listade i Catalogue of Life.